# Carpe Diem (альбом Saxon)
Carpe Diem — двадцать третий студийный альбом английской хеви-метал-группы Saxon, выпущенный 4 февраля 2022 года на лейбле Silver Lining Music. Тур в поддержку альбома стартовал 2 октября 2022 года.

## Об альбоме
О том, что Saxon выпустят двадцать третий студийный альбом 4 февраля 2022 года, стало известно 2 ноября 2021 года в интервью Blabbermouth. Фронтмен и сооснователь группы Бифф Байфорд сказал: «Все начинается с риффа. Если рифф говорит со мной, то мы на верном пути. Это очень насыщенный альбом, и все благодаря тому, что суть великой метал-песни — это рифф, с которого она начинается, а на этом альбоме их множество. На латыни „Carpe Diem“ означает „лови момент“, и я думаю, что это отличная вещь», — продолжает Бифф. «Это то, что римляне обычно говорили друг другу, по-видимому. Никогда не встречая ни одного, я бы не знал. Но мы собираемся отправиться в мировое турне „Seize The Day“, альбом „Carpe Diem“, эта песня называется „Carpe Diem (Seize The Day)“, и это такая мощная вещь». «Мы хотим, чтобы каждый наш альбом становился платиновым», — с вызовом говорит Бифф. «Мы никогда не делаем альбом, который, как нам кажется, не будет фантастическим, потому что не собираемся почивать на лаврах, и как группа мы всегда пытаемся сделать что-то немного новое, немного смелое. Я люблю быстрый металл, как на „Princess Of The Night“ и „20,000 Feet“, и сейчас я пытаюсь привнести этот стиль Saxon в музыку, но в более современном стиле. На записях мы не звучим как старая группа, потому что мы не оглядываемся на наш прошлый успех, мы всегда пытаемся сделать отличный альбом». «Это были трудные два года, — говорит Бифф со значительным преуменьшением, — потому что в сентябре 2019 года у меня случился сердечный приступ, так что для группы дела пошли немного хуже. А затем два или три месяца спустя разразился COVID, но к счастью, мы начали писать и записывать этот альбом ещё до COVID. Мы записали ударные в Германии, а гитары — в разных местах. Я много писал, пока лежал на больничной койке, и мы довольно долго вместе писали и собирали идеи, которые у всех нас были. Я действительно думаю, что это очень напряженный альбом, и, возможно, часть этой интенсивности проистекает из разочарования от невозможности что-либо сделать в период COVID».
На песни «Carpe Diem (Seize the Day)», «Remember the Fallen», «The Pilgrimage» и «Black Is the Night» были выпущены видеоклипы на официальном канале группы в YouTube.
Saxon отправились в британско-европейский тур с Diamond Head в качестве специальных гостей. Тур получил название «Seize the Day» в честь вступительного трека альбома. Британский этап тура открылся в Ипсуиче 11 ноября и завершился 26 ноября в Лондоне.

## Приём
Carpe Diem стал самым популярным в чартах альбомом группы в Великобритании с Power & the Glory 1983 года, заняв 17 место, а также попал в чарты США, заняв 18-е место в Top Heatseekers, 26-е в Top Current Album Sales и 63-е — в Top Album Sales. Также альбом показал наилучшие результаты для группы в чартах еще нескольких стран, включая Германию, где он занял 3-е место, Швейцарию (4-е место), Австрию (7-е место) и Финляндию (4-е место).
Альбом получил положительные отзывы от критиков. Sputnikmusic рецензент назвал альбом, возможно, самым вдохновлённым со времён Unleash the Beast. «В основе каждой песни лежит могучий рифф, тексты солидные, а уникальный голос Биффа по-прежнему выделяет Saxon из множества исполнителей хэви-метала, как и в последние 200 лет[…] На самом деле, я не могу сказать, сыграл ли какую-то роль его сердечный приступ в 2019 году, но это самая тяжелая и самая обозлённая запись Saxon за последнее время».. Рецензент Джейсон Рош из Blabbermouth написал, что «23-му студийному альбому группы, Carpe Diem, кажется, суждено присоединиться к длинному списку записей Saxon пост-2000 года, которые обеспечивают несколько моментов триумфа хэви-метала, демонстрируя то, что продвинуло Saxon к их легендарному статусу, но никогда полностью не поднялось до уровня действительно великой записи. Carpe Diem в целом служит свидетельством того, что у Saxon все ещё осталось много пороха в пороховницах, и демонстрирует группу, вступающую в свое пятое десятилетие существования с огнем, который все ещё горит». Джейсон Арнопп из Classic Rock написал, что «альбом, в принципе, обычный для Saxon, но это и хорошо. Заметно динамичный, альбом был спродюсирован давним соавтором и по совместительству гитаристом Judas Priest Энди Снипом. Как и в случае с Motörhead, приятно знать, чего ожидать от подобных соленых морских волков. И кроме того, в мире, который чувствует себя все более нестабильным, было бы слишком тяжело, если бы Saxon вдруг стали эмо». Metal Storm назвали альбом «самой запоминающейся записью группы за последнее десятилетие или около того», прокомментировав, что группа «все ещё сильна» и поставив альбому рейтинг 7,2/10.

## Список композиций
| №                   | Название                     | Длительность |
| ------------------- | ---------------------------- | ------------ |
| 1.                  | «Carpe Diem (Seize The Day)» | 4:41         |
| 2.                  | «Age Of Steam»               | 4:08         |
| 3.                  | «The Pilgrimage»             | 6:28         |
| 4.                  | «Dambusters»                 | 3:19         |
| 5.                  | «Remember The Fallen»        | 5:15         |
| 6.                  | «Super Nova»                 | 4:21         |
| 7.                  | «Lady In Gray»               | 5:12         |
| 8.                  | «All For One»                | 3:42         |
| 9.                  | «Black Is The Night»         | 4:11         |
| 10.                 | «Living On The Limit»        | 2:55         |
| Общая длительность: | Общая длительность:          | 44:07        |

## Участники
- Бифф Байфорд — вокал, продюсирование, тексты песен
- Пол Куинн — гитара
- Даг Скэррэтт — гитара
- Ниббс Картер — бас-гитара
- Найджел Глоклер[англ.] — ударные
- Пол Реймонд Грегори — обложка
- Энрике Забала — обложка (дизайн буклета)
- Стеф Байфорд — фотография
- Энди Снип[англ.] — продюсирование, сведение, мастеринг, запись
- Джеки Леманн — запись ударных
- Себ Байфорд — запись, бэк-вокал

## Чарты
| Чарт (2022)                                   | Высшая позиция |
| --------------------------------------------- | -------------- |
| Австрия (Ö3 Austria)                          | 7              |
| Бельгия/Валлония (Ultratop)                   | 21             |
| Бельгия/Фландрия (Ultratop)                   | 35             |
| Великобритания (UK Albums Chart)              | 17             |
| Великобритания (UK Rock & Metal Albums Chart) | 2              |
| Германия (Offizielle Top 100)                 | 3              |
| Испания (PROMUSICAE)                          | 34             |
| Нидерланды (Album Top 100)                    | 59             |
| Польша (ZPAV)                                 | 29             |
| США (Billboard Top Album Sales)               | 63             |
| США (Billboard Top Current Album Sales)       | 26             |
| США (Billboard Top Heatseekers Albums)        | 18             |
| Финляндия (Suomen virallinen lista)           | 4              |
| Франция (SNEP)                                | 59             |
| Чехия (ČNS IFPI)                              | 67             |
| Швейцария (Schweizer Hitparade)               | 4              |
| Швеция (Sverigetopplistan)                    | 15             |
| Шотландия (Scottish Albums Chart)             | 6              |